# Ivan Reitman
Ivan Reitman (27. října 1946 Komárno, Československo – 12. února 2022 Montecito, Kalifornie, USA) byl slovensko-kanadský filmový režisér, producent a scenárista. Rodiče byli židovského původu. Matka byla za války odvlečena do Osvětimi, otec působil v domácím odboji. Rodina v roce 1951 z Československa emigrovala. Jako režisér stál za kamerou u filmů Krotitelé duchů, Dvojčata, Policajt ze školky, Junior, Šest dní, sedm nocí či Evoluce. Od 90. let se začal více věnovat práci producenta a spolupracoval na filmech jako např. Beethoven, Road Trip či Eurotrip.

## Rodina
Reitman měl syna a dvě dcery. Jeho syn Jason Reitman režíroval filmy Děkujeme, že kouříte a Juno. Jeho dcera Catherine Reitman je divadelní herečka. Společně se svou sestrou Caroline vystupovala v menší roli v otcově filmu Den otců.